# Boss sangrokjakjeon
Boss sangrokjakjeon (보스 상륙 작전?), noto anche con il titolo internazionale Boss X File, è un film del 2002 diretto da Kim Sung-deok.

## Trama
Per arrestare un pericoloso contrabbandiere di droga, un intero gruppo di poliziotti è costretto a lavorare in incognito in un locale notturno, anche se molti di essi finiscono per non risultare completamente credibili nei propri nuovi ruoli.

## Distribuzione
In Corea del Sud la pellicola ha goduto di una distribuzione a livello nazionale, a partire dal 6 settembre 2002.